# مسدودسازی تلگرام در روسیه

به‌طور کامل بسته شده
برخی دسترسی‌ها (از جمله تماس صوتی) بسته شده یا نرم‌افزار به‌طور موقت بسته شده

مسدودسازی تلگرام در روسیه فرایند محدود کردن دسترسی به پیام رسان تلگرام در قلمرو فدراسیون روسیه است. روند فنی این محدودیت در تاریخ ۱۶ آوریل ۲۰۱۸ آغاز شد. مسدود کردن منجر به وقفه در عملکرد بسیاری از سرویس‌های شخص ثالث شد، اما عملاً دسترسی به تلگرام را در روسیه تأثیری نداشت.
کاربران روس، نزدیک به هفت درصد از کل کاربران تلگرام را تشکیل می‌دهند. به تازگی فیلتر تلگرام در روسیه برطرف شده مقامات روسیه از جمله سرویس امنیت فدرال روسیه، دلیل این اقدام را استفاده تروریست‌ها از این پیام‌رسان برای طراحی حمله‌هایشان عنوان می‌کنند. در اکتبر سال ۲۰۱۷ پیام‌رسان تلگرام ماه اکتبر ۲۰۱۷ به دلیل خودداری از ارائه کلیدهای رمزنگاری پیام‌های کاربران به سرویس امنیت فدرال روسیه (FSB) ۸۰۰ هزار روبل روسیه جریمه شد. در مارس ۲۰۱۸ سازمان تنظیم ارتباطات روسیه برای دومین بار به مدیران تلگرام دو هفته وقت داد تا داده‌های کاربران و کدهای رمزنگاری را به سازمان اطلاعات و امنیت روسیه تسلیم کنند. اما با خودداری مدیران تلگرام از این کار، در روز جمعه ۱۳ آوریل ۲۰۱۸ دادگاهی در مسکو حکم ممنوعیت سرویس پیام‌رسان تلگرام در روسیه را صادر کرد. پاول دوروف به این دادگاه، وکیل نفرستاده بود. پاول دوروف گفته بود «حتی اگر این به قیمت توقف فعالیت آن تمام شود، تلگرام، حریم خصوصی کاربران خود را حفظ خواهد کرد». در تاریخ ۱۶ آوریل ۲۰۱۸ سازمان تنظیم ارتباطات روسیه، آغاز فیلترینگ دسترسی به پیام‌رسان تلگرام را در این کشور اعلام کرد. برای مقابله با این حکم، پاول دوروف، جنبشی به نام «مقاومت دیجیتال» را پایه‌گذاری کرد و هدف آن را «جنبشی نامتمرکز برای دفاع از آزادی و پیشرفت دیجیتال در جهان» خواند. ممنوعیت دسترسی به تلگرام تأثیر قابل ملاحظه‌ای بر فعالیت کاربران روس نگذاشته‌است. چون کاربران روس این پیام‌رسان از وی‌پی‌ان و فیلترشکن استفاده می‌کنند.
در تاریخ ۱۸ ژوئن ۲۰۲۰ مطابق با ۳۰ خرداد ۱۳۹۹ سازمان فدرال نظارت بر ارتباطات، فناوری اطلاعات و رسانه‌های جمعی روسیه با موافقت دادستان کل این کشور محدودیت‌های دسترسی کاربران روسی به پیام رسان تلگرام را لغو کرد.

## اعتراضات
در تاریخ ۲۲ آوریل ۲۰۱۸، در شهرهای مختلف روسیه «اعتراضات برای حمایت از اینترنت آزاد» به وجود آمد. ساکنان روسیه هواپیمای کاغذی (نماد تلگرام) را پرتاب کردند. پیشنهاد برای برگزاری این عملیات توسط تلگرام در صبح روز ۲۲ آوریل ارسال شد.

در روز ۳۰ آوریل ۲۰۱۸، بیش از دوازده هزار نفر در مسکو در اعتراضات مسدودسازی تلگرام شرکت کردند.

اعتراضات در 30 آوریل 2018
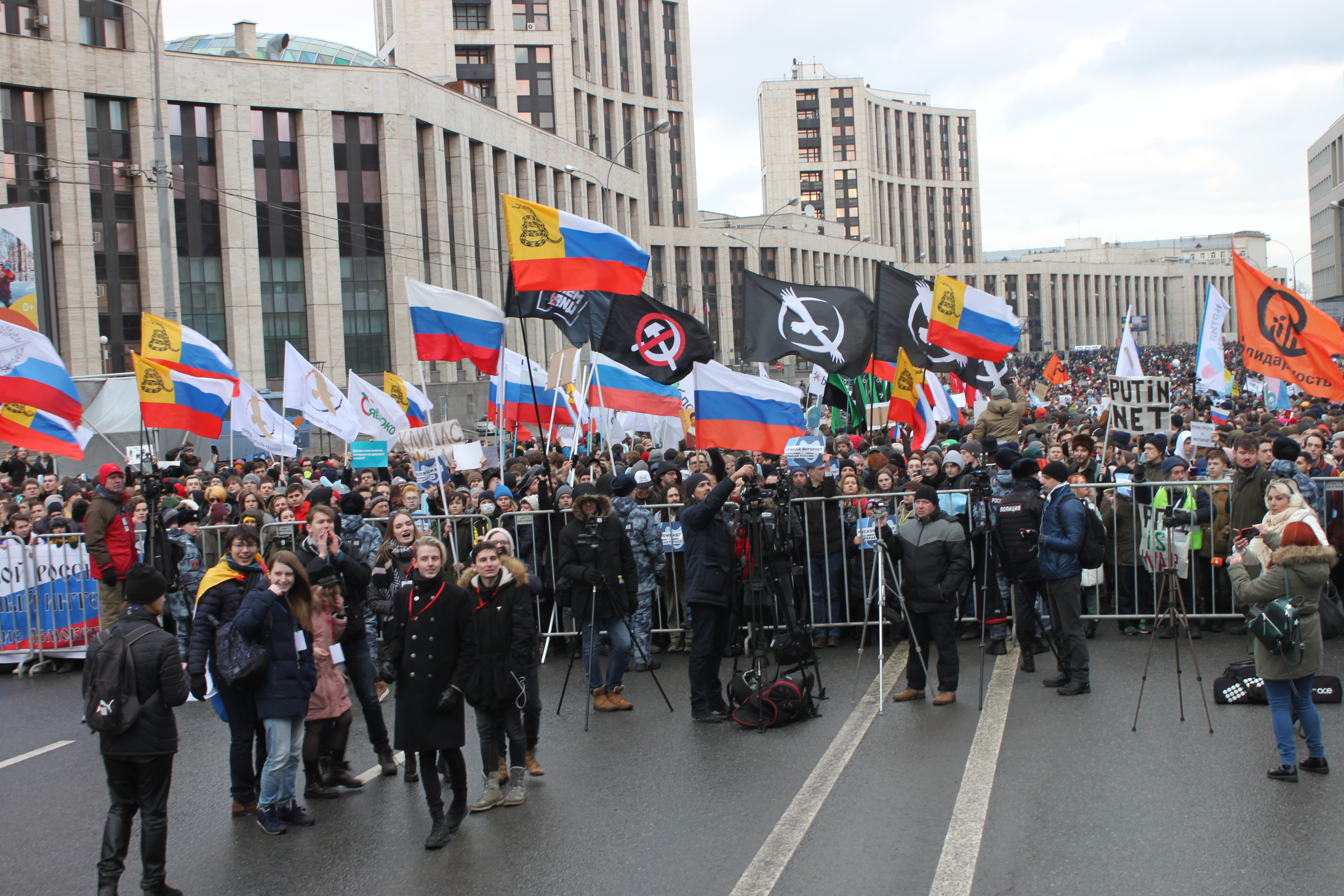
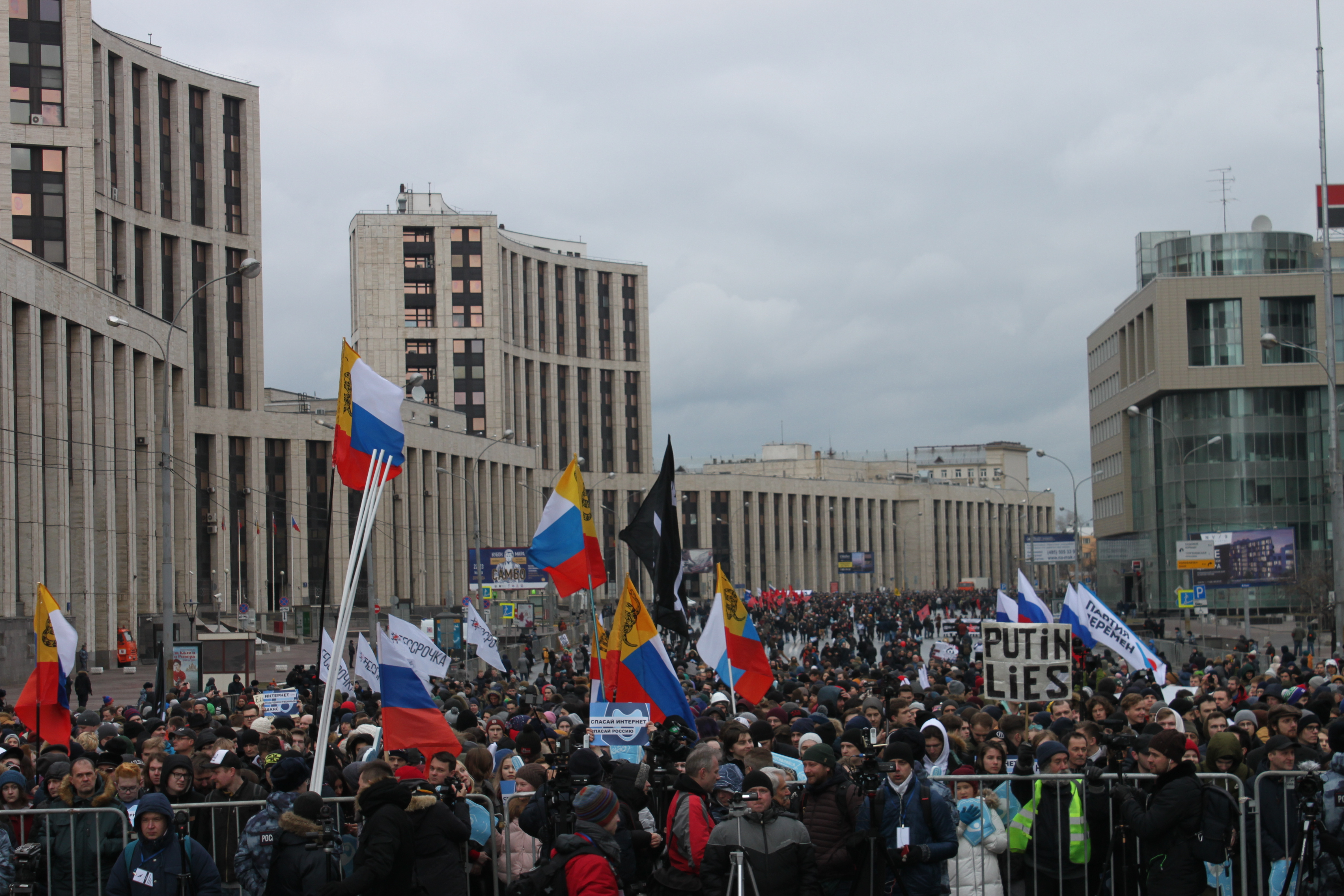
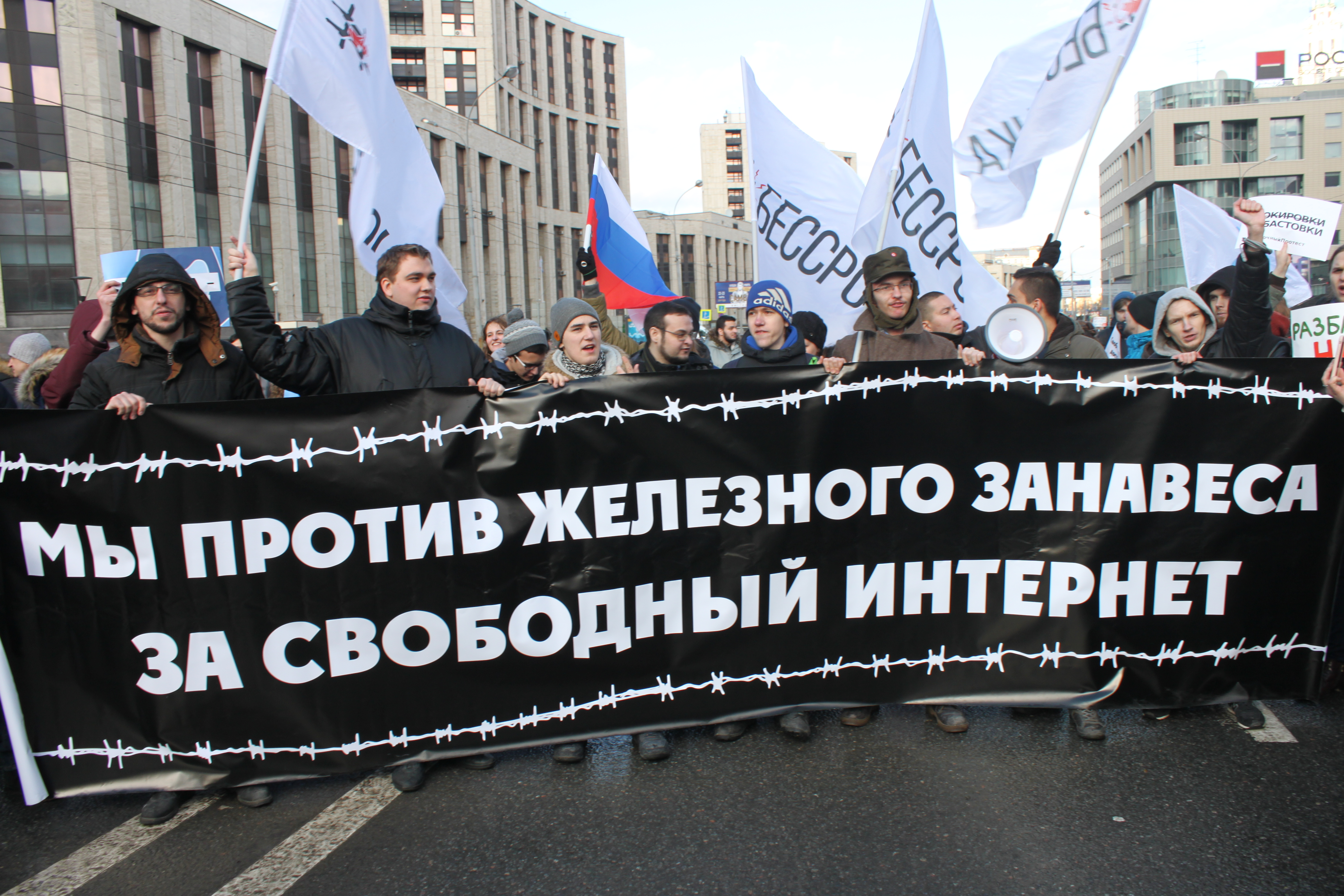
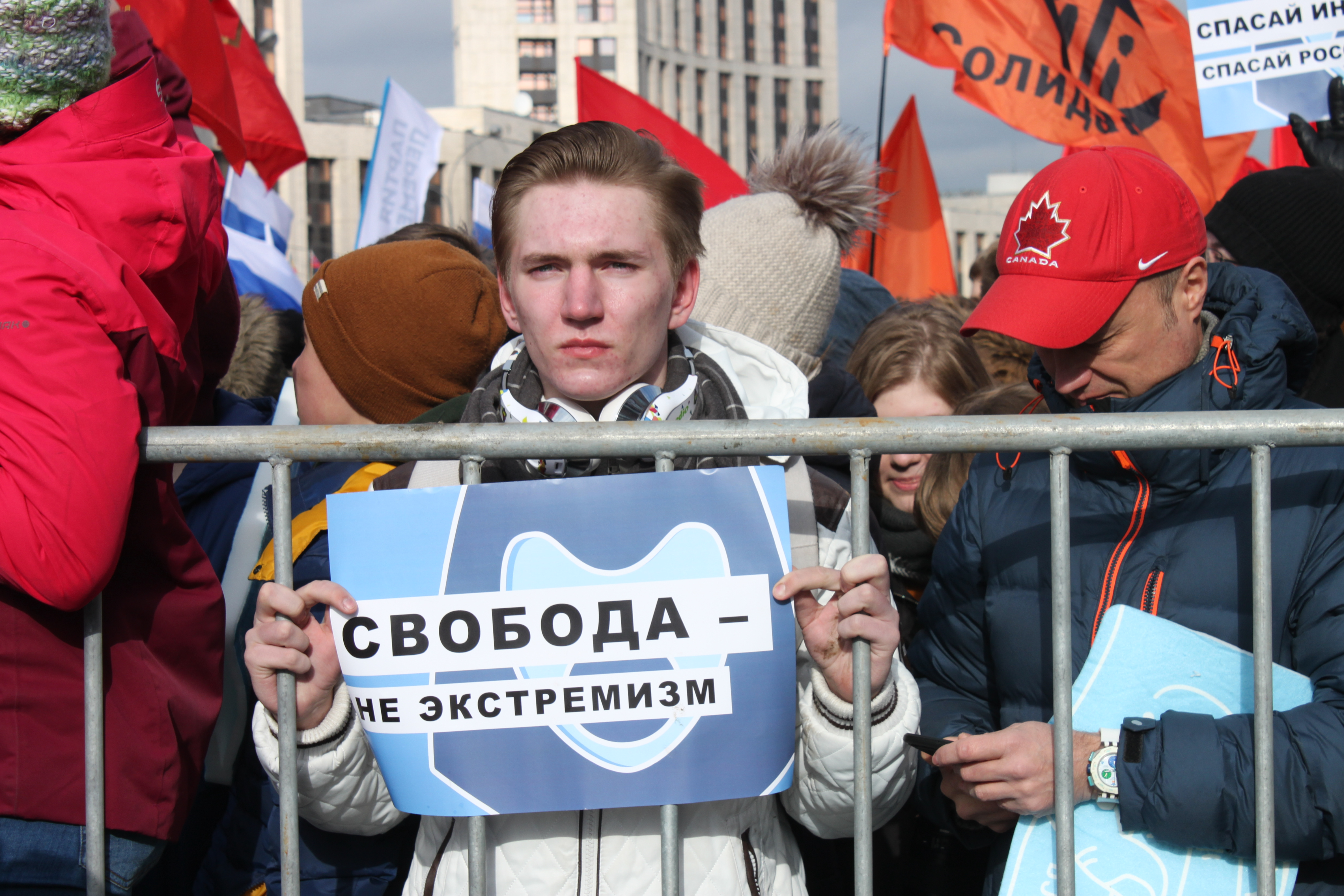
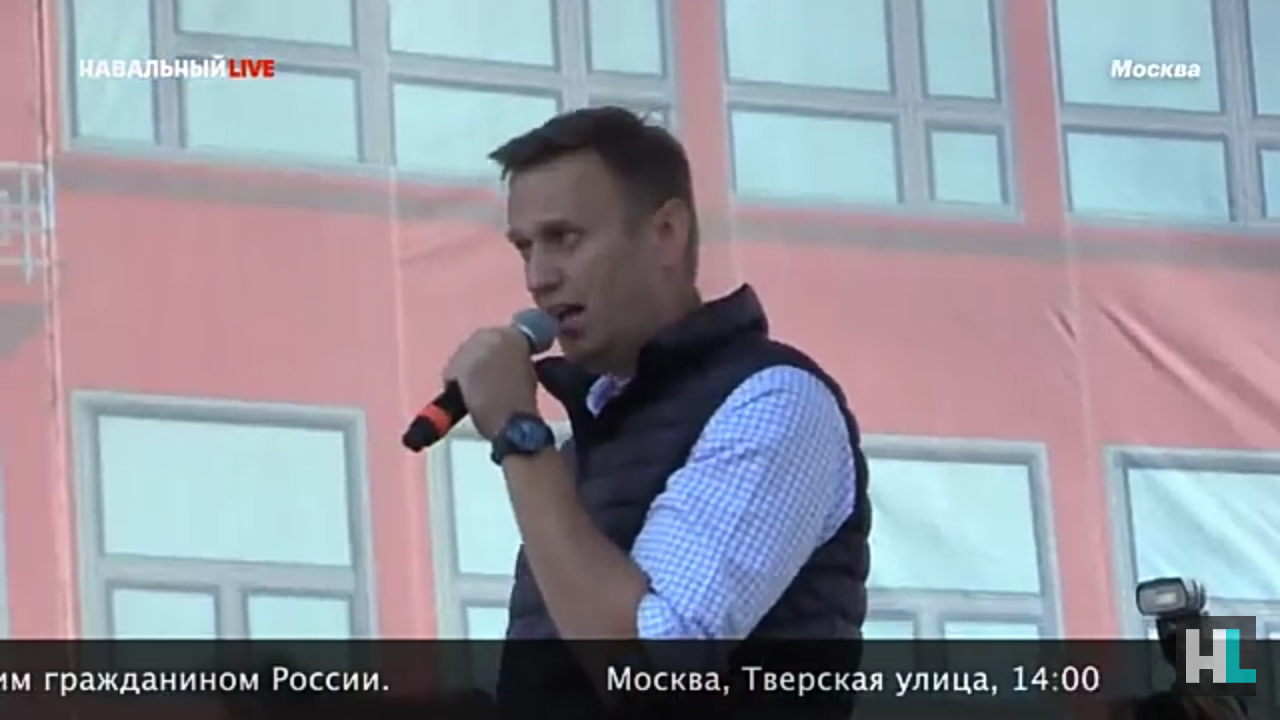
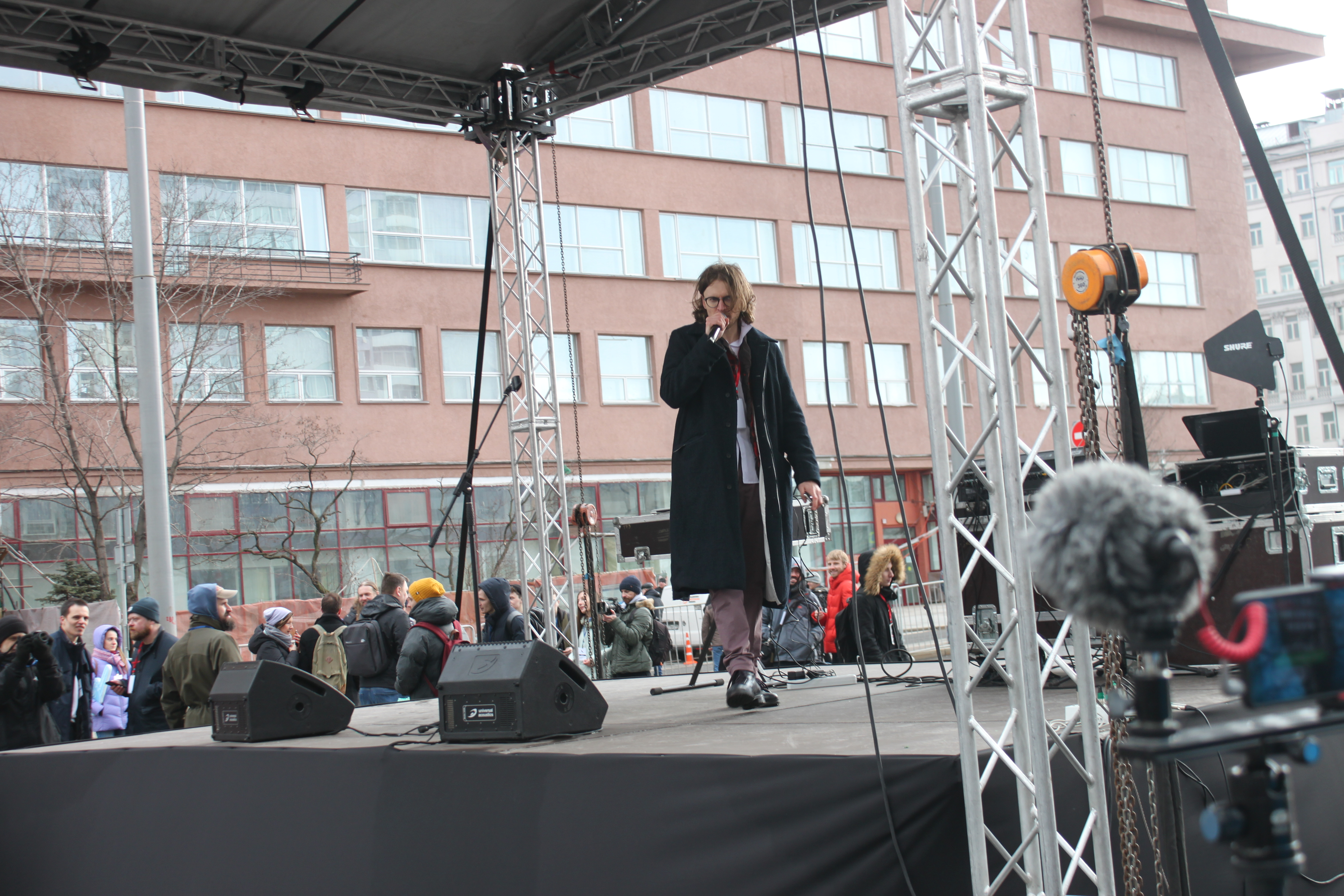
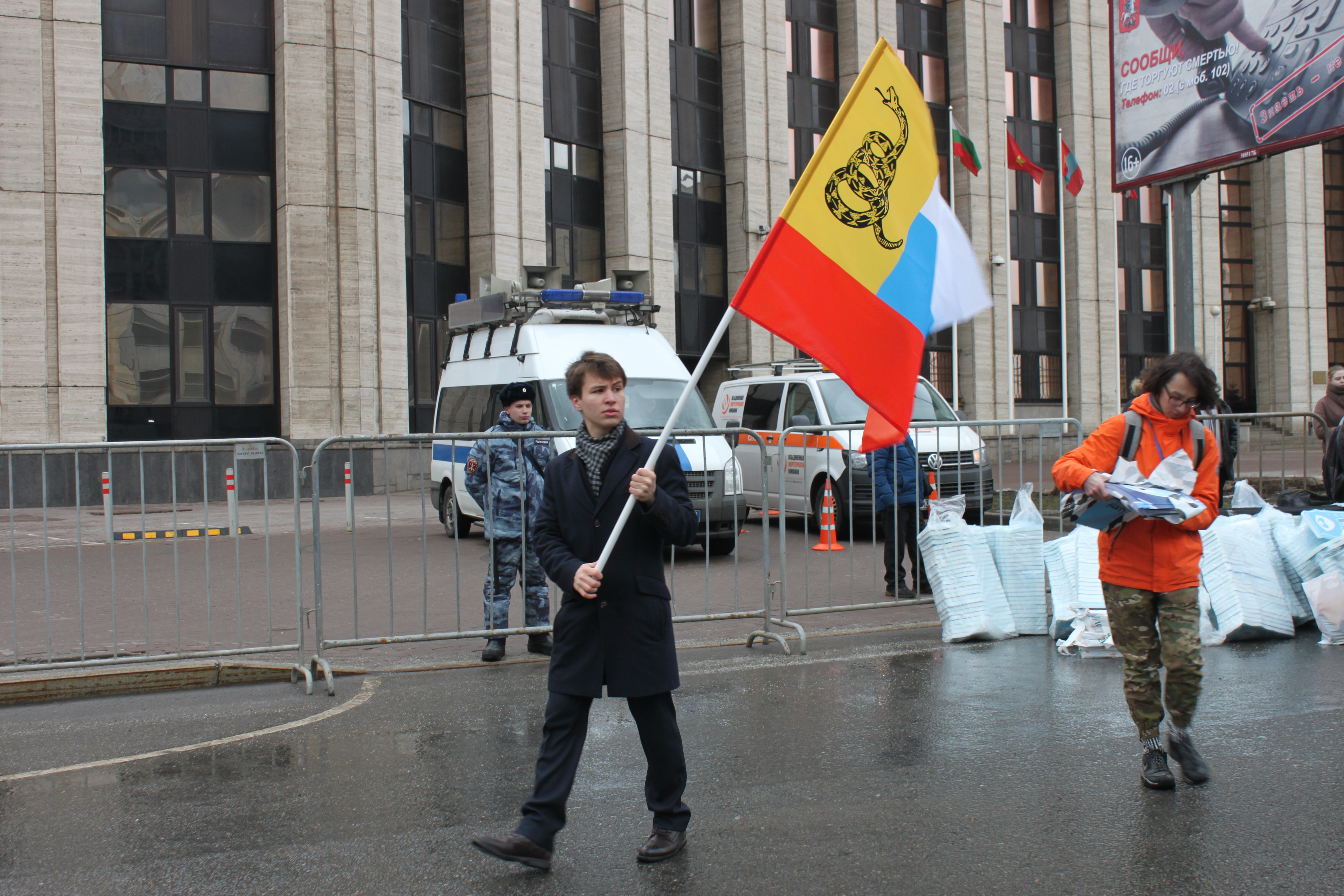